# Godlewo-Gorzejewo (gromada)
Godlewo-Gorzejewo – dawna gromada, czyli najmniejsza jednostka podziału terytorialnego Polskiej Rzeczypospolitej Ludowej w latach 1954–1972.
Gromady, z gromadzkimi radami narodowymi (GRN) jako organami władzy najniższego stopnia na wsi, funkcjonowały od reformy reorganizującej administrację wiejską przeprowadzonej jesienią 1954 do momentu ich zniesienia z dniem 1 stycznia 1973, tym samym wypierając organizację gminną w latach 1954–1972.
Gromadę Godlewo-Gorzejewo z siedzibą GRN w Godlewie-Gorzejewie utworzono – jako jedną z 8759 gromad na obszarze Polski – w powiecie ostrowskim w woj. warszawskim, na mocy uchwały nr VI/10/11/54 WRN w Warszawie z dnia 5 października 1954. W skład jednostki weszły obszary dotychczasowych gromad Budziszewo-Ksekoły, Godlewo-Cechny, Godlewo-Gorzejewo, Godlewo-Leśniewo, Kuleszki-Nienałty, Mianowo, Pieńki-Sobótki, Świerże Kiełcze i Świerże Panki ze zniesionej gminy Szulborze-Koty w tymże powiecie i województwie oraz obszar dotychczasowej gromady Pieńki Wielkie ze zniesionej gminy Czyżew w powiecie wysokomazowieckim w woj. białostockim. Dla gromady ustalono 13 członków gromadzkiej rady narodowej.
31 grudnia 1959 z gromady Godlewo-Gorzejewo wyłączono (a) wsie Olszewo-Cechny, Pieńki-Sobótki i Pieńki Wielkie, włączając je do gromady Andrzejewo oraz (b) wieś Budziszewo-Kseksoły, włączając ją do gromady Zaręby Kościelne w tymże powiecie, po czym gromadę Godlewo-Gorzejewo zniesiono a jej (pozostały) obszar włączono do gromady Szulborze Wielkie tamże.